# Irénée Bonnafous
Pour les articles homonymes, voir Bonnafous.
Irénée Bonnafous, né le 8 avril 1865 à Saint-Laurent-de-la-Cabrerisse (Aude), mort le 16 janvier 1947 à Montauban, est un journaliste, homme politique et résistant français.

## Biographie
Irénée Bonnafous fut directeur départemental de La Dépêche de Toulouse à Carcassonne puis à Montauban, directeur de l’hebdomadaire l’Indépendant du Tarn-et-Garonne et du Démocrate. Dirigeant du Parti radical-socialiste, il était aussi franc-maçon, vénérable de la loge La Parfaite Union de Montauban.
Durant la Seconde Guerre mondiale, il fut dirigeant d’un réseau de renseignements en faveur de la Résistance, coorganisateur des « Jacobins Montalbanais », informateur du 2e bureau de l'état-major de l'Armée secrète puis des Forces françaises de l'intérieur de Tarn-et-Garonne.

### Sources
- Association« Mémoire résiste », Antimaçonnisme, francs-maçons et résistance dans le midi toulousain : De la persécution à la reconstruction des loges (1940-1945), Paris, Books on Demand Editions, 2015, 560 p. (ISBN 978-2-322-03988-3, lire en ligne), p. 317-323.
- Max Lagarrigue, « Irénée Bonnafous, journaliste et homme politique », Arkheia. Histoire, Mémoire du Vingtième siècle, Montauban, nos 2-3,‎ 2001, p. 72-107 (lire en ligne).
- Lucien Étienne, Au-delà des différences, la Dépêche du Midi, 9 juin 1984, p. 21 ;
- Enrique de Rivas, « Azaña à Montauban », in Azaña et son temps sous la direction de Jean-Pierre Amalric, Montauban, 1999, p. 408-409 ;
- Archives départementales de Tarn-et-Garonne, 1188W7, 1188W12.